# École libre d'art d'Helsinki
L'école libre d'art (finnois : Vapaa Taidekoulu) est une école d'art fondée en 1935 et située  dans le Kaapelitehdas à Helsinki en Finlande.

## Présentation
L'école d'art permet d'étudier le métier de peintre, dans un cursus d'études de quatre années.

## Histoire
L'école libre d'art est fondée à la fin de 1934 à l’initiative de Maire Gullichsen. 
Elle commence ses activités en janvier 1935.
L'idée de Maire Gullichsen était de créer à Helsinki une école d'art qui ressemblerait aux académies libres de Paris, qui étaient en principe ouvertes à tous. Elle n’était pas satisfaite des méthodes d’enseignement scolaire et académique finlandais qui commencaient par la reproduction de modèles en plâtre.
L'école œuvre ses portes le 15 janvier 1935 dans un studio situé à Eteläranta 14. 
Très vite, l'école déménage à Ullanlinnankatu 1, puis en 1937 dans des locaux plus spacieux à Kasarminkatu, dans le site industriel appartenant à Ahlström Oy.
Elle y fonctionnera jusqu'en 1990 quand elle déménagera à Kaapelitehdas.
En 1971, elle devient une école préparant en 4 ans au métier de peintre.

## Anciens élèves
Parmi les anciens élèves de l'école, citons Carl Wargh, Tove Jansson, Sigrid Schauman, Unto Pusa, Sulho Sipilä, Torger Enckell, Tor Arne, Carolus Enckell, Timo Valjakka, Raili Tang, Risto Suomi, Eija-Liisa Ahtila et Mari Sunna et Marjaana Kella.

## Publications
- (fi) Josef Albers, Värien vuorovaikutus, Vapaa Taidekoulu, 1978 (ISBN 951-95982-3-5)
- (fi) Hans Hoffmann, Esseitä, Vapaa Taidekoulu, 1983 (ISBN 951-99353-2-0)
- (fi) Josef Albers, Taito Nähdä, Vapaa Taidekoulu, 1985 (ISBN 951-99619-0-9)
- (fi) Tor Arne, Carolus Enckell, Markku Komonen, Seppo Niinivaara, Juhani Pallasmaa, Näkemisen kentät, Vapaa Taidekoulu, 1985 (ISBN 951-95982-0-0)
- (fi) Agnes Martin, Hiljaisuus taloni lattialla, Vapaa Taidekoulu, 1990 (ISBN 951-95982-1-9)
- (fi) Ad Reinhardt, Taide taiteena, Vapaa Taidekoulu, 1995 (ISBN 951-95982-4-3)
- (fi) Pekka Hepoluhta, Carolus Enckell, Reijo Viljanen, Juhani Pallasmaa ja Juan Antonio Muro, Voisitko nähdä näin, Vapaa Taidekoulu, 2011 (ISBN 978-951-95982-6-0)
- (fi) Carolus Enckell, Pekka Hepoluhta, Juan Antonio Muro, Juhani Pallasmaa, Tarja Djateu, Reijo Viljanen, Voisitko nähdä näin?, Vapaa Taidekoulu, 2011 (ISBN 978-951-95982-6-0)